# Raging Waters Sacramento
Raging Waters Sacramento est un parc aquatique situé à Cal Expo, Sacramento, en Californie. Le parc appartient à Palace Entertainment. Le parc a également été connu sous les noms WaterWorld USA et Six Flags Waterworld. Deux autres parcs Raging Waters se situent à San Jose et San Dimas. 

## Histoire
Le parc ouvre sous le nom WaterWorld USA en 1986. Il est alors la propriété de Cal Expo et est exploité par Premier Parks. Ce dernier possédait également à l'époque WaterWorld USA à Concord et Marine World Africa USA. Les trois parcs étaient dirigés sur le même modèle. Bien que Premier Parks devienne Six Flags en 1998, le parc ne fut pas renommé avant 2003, où il devint Six Flags Waterworld. À la fin de la saison 2006, Six Flags annonça qu'il ne souhaitait pas renouveler de partenariat avec ce parc. Il fut alors vendu à la compagnie Raging Waters en novembre 2006. En mai 2007, le parc rouvrit sous le nom Raging Waters Sacramento.

## Les attractions
- Dragon's Den - Un CannonBowl de ProSlide
- Honolulu Half Pipe - Toboggan aquatique de 2004.
- Cliffhanger - Toboggan aquatique
- Hurricane Bay Slide - Toboggan aquatique
- Shark Attack Slide Complex - Toboggans aquatiques
- Splashdown - 2 toboggans aquatiques finissant en plongeoir
- Breaker Beach - Piscine à vagues
- Calypso Cooler - Lazy river
- Hooks Lagoon - Aire de jeux aquatique pour enfants
- Volleyball Court - Terrain de beach volley